# Istiblennius unicolor
Istiblennius unicolor — вид морських риб родини Собачкових (Blenniidae), ендемік Червоного моря.

## Опис
Максимальні розміри самців досягають 10,2 см, самок — 9,2 см.

## Поширення
Рідкісний вид, поширений на коралових рифах Червоного моря — від Акабської затоки на півночі, до архіпелагу Дахлак — на півдні. За МСОП, має стутус виду, що перебуває в найменшій загрозі.

## Спосіб життя
Демерсальна риба, мешкає в прибережный зоні із скелями з бутового каміння. За поведінкою нагадує представників родини Стрибунових — ці риби можуть вистрибувати на суходіл, де пересуваються по камінню за допомогою відштовхуючих рухів хвоста, спираючись на свої великі грудні плавці.